# Greenbackville (Virginia)
Greenbackville es un lugar designado por el censo situado en el condado de Accomack, Virginia  (Estados Unidos). Según el censo de 2010 tenía una población de 192 habitantes.

## Demografía
Según el censo de 2010, Greenbackville tenía una población en la que el 95,3% eran blancos; el 2,1% afroamericanos; el 0,0% eran indios americanos y nativos de Alaska; el 0,0% eran asiáticos; el 0,0% hawaianos y otros isleños del Pacífico; el 0,0% de otra raza, y el 2,6% a partir de dos o más razas. El 0,2% del total de la población eran hispanos o latinos de cualquier raza.